# Mijensa Rensch
Mijensa Rosancha Rensch (26 september 1993) is een Surinaams voetbalster en voetbalscheidsrechter. In 2011 werd zij gekozen tot Voetbalster van het Jaar. In 2018 maakte ze haar debuut als assistent-scheidsrechter tijdens de finale van de Concacaf en in 2022 tijdens de WK-finale dames U-20 van de FIFA.

## Biografie
Mijensa Rensch is het enige meisje uit een gezin van drie kinderen en heeft daarnaast nog halfbroers en -zussen van vaderszijde. Ze groeide tot haar tiende op in de woonwijk Winti Wai in Zuid-Paramaribo. Toen haar moeder naar het buitenland vertrok, woonde ze de volgende zeven jaar in het kindertehuis Saron.
Thuis voetbalde ze altijd met haar broers en later met de jongens in Saron. Als er geen bal was dan maakten ze er eentje. Vanaf haar dertiende speelde ze zeven jaar lang voor de voetbalclub Dosko. In 2011 werd ze uitgeroepen tot voetbalster van het jaar. Met Dokso won ze meerdere jaren achteren de First Lady Cup. Daarnaast speelde ze vanaf 2008 voor het dameselftal, achtereenvolgens voor U-17, U-19, U-20 en de senioren. Ze speelde onder meer op de Inter-Guyanese Spelen, waaronder als aanvoerder.
In 2018 werd ze geselecteerd als assistent-scheidsrechter voor de voorrondes van het kampioenschap van de Concacaf. Ze groeide tijdens het toernooi door en trad uiteindelijk ook aan als assistent-scheidsrechter tijdens de finale. Tijdens de coronaperiode volgde ze de zoom-sessies van de Concacaf en de FIFA. Vervolgens werd ze in februari 2021 geselecteerd als assistent-scheidsrechter voor de FIFA. In september was ze voor een Concacaf-kampioenschap en de FIFA-elitecursus op Curaçao.
In augustus 2022 maakte ze tijdens de wedstrijd Costa Rica-Honduras haar debuut op het WK voor dames U-20, als eerste (vrouwelijke) Surinaamse voetbalscheidsrechter op een WK ooit. Uiteindelijk werd zij ook hier als assistent-scheidsrechter geselecteerd voor de finalewedstrijd, die gespeeld werd tussen Spanje en Colombia. Ze werd bij terugkomst door president Chan Santokhi ontvangen. Tijdens het Wereldkampioenschap voetbal vrouwen van 2023 stond ze langs de lijn bij vier werdstrijden, waaronder tijdens de halve finale van Engeland tegen Australië.